# 아라우 가비
《아라우 가비》(필리핀어: Araw Gabi)는 2018년 방영된 필리핀의 드라마이다.